# 4124-es busz
A 4124-es jelzésű autóbuszvonal Bódvarákó, Bódvaszilas és Tornabarakony között húzódó regionális vonal, amelyet a Volánbusz Zrt. üzemeltet.

## Útvonala
Az autóbuszvonal az Esztramos-hegy körüli települések völgyében fekszik, több kisebb-hosszabb viszonylattal. A nap folyamán általában egy kevesebb személy szállítására alkalmas autóbusz köti össze a zsákfalvakat a környék egyik nagyobbik községével, Bódvaszilassal, vasútállomásán kapcsolatot biztosítva a borsodi megyeszékhely, Miskolc felé.
Az egyutcás Bódvarákóról indul. Az útját északnyugati irányban kezdi el a 27-es főút felé, annak elágazásában keresztezve a Miskolc–Tornanádaska-vasútvonalat. A szlovák határ felé távolodva a nagyobb lakott területektől a központi Bódvaszilasra hajt be, általában iskolai időszakban teljes része feltárt néhány utcát kivéve. Csatlakozás hiányában az állomásra nem tér ki, helyette a vele szomszédos Komjátit szolgálja ki, kevés alkalommal a Csereháton futó 94-es vasútvonal végállomásához, Tornanádaskára is kitekintést nyújt. A helyközi járatok több esetben a freskófalut, Bódvalenkét is felfűzik útvonalukra, csak azt követően az Esztramos keleti részén megbúvó Tornaszentandrást. 5 kilométerrel arrébb a mindössze 23 lakossal rendelkező Tornabarakonyban végállomásozik.

## Közlekedése
Indításai a hét minden napján történnek, átlagos gyakorisággal, de az aznapi közlekedési rend jelentősen befolyásolja a járatok végállomását. A legtöbb településre az egyetlen eljutási módot biztosítja tömegközlekedéssel.

### Csatlakozást biztosít
- Bódvaszilas vasútállomáson – Miskolc felé/felől vonatra (Sajóecseg–Hídvégardó-vasútvonal).

| Viszonylat                                                | Indításszám     | Közlekedési rend          |
| --------------------------------------------------------- | --------------- | ------------------------- |
| Bódvarákó, aut. vt. ➝ Bódvaszilas, élelmiszerbolt         | 1 oda           | munkanapokon              |
| Bódvarákó, aut. vt. – Bódvaszilas, iskola                 | 1 pár           | tanítási napokon          |
| Bódvarákó, aut. vt. – Bódvaszilas vá.                     | 1 vissza        | tanítási napokon          |
| Bódvarákó, aut. vt. – Bódvaszilas vá.                     | 1 oda           | szabadnapokon             |
| Bódvarákó, aut. vt. – Bódvaszilas vá.                     | 2 oda, 1 vissza | munkaszüneti napokon      |
| Bódvarákó, aut. vt. – Tornaszentandrás, kultúrház         | 2 oda, 1 vissza | munkanapokon              |
| Bódvarákó, aut. vt. – Tornaszentandrás, kultúrház         | 1 oda           | hétvégén                  |
| Bódvarákó, aut. vt. – Tornabarakony, templom              | 2 pár           | tanítási napokon          |
| Bódvarákó, aut. vt. – Tornabarakony, templom              | 1 oda, 2 vissza | tanszünetben munkanapokon |
| Bódvarákó, aut. vt. – Tornabarakony, templom              | 1 oda, 2 vissza | szabadnapokon             |
| Bódvarákó, aut. vt. – Tornabarakony, templom              | 1 oda, 3 vissza | munkaszüneti napokon      |
| Bódvaszilas, élelmiszerbolt ➝ Tornaszentandrás, kultúrház | 1 oda           | munkanapokon              |
| Bódvaszilas, élelmiszerbolt ➝ Tornabarakony, templom      | 1 oda           | tanszünetben munkanapokon |
| Bódvaszilas, élelmiszerbolt ➝ Tornabarakony, templom      | 2 oda           | szabadnapokon             |
| Bódvaszilas, iskola – Bódvalenke, templom                 | 1 pár           | tanítási napokon          |
| Bódvaszilas, iskola – Tornabarakony, templom              | 1 pár           | munkanapokon              |
| Bódvaszilas, iskola – Tornabarakony, templom              | 1 vissza        | szabadnapokon             |
| Bódvaszilas vá. ➝ Tornabarakony, templom                  | 1 oda           | munkaszüneti napokon      |
| Tornaszentandrás, kultúrház ➝ Bódvaszilas vá.             | 1 oda           | munkanapokon              |

## Megállóhelyei
| 0 | Bódvarákó, autóbusz-váróterem végállomás         | 0.0 km  | –                                            |
| 1 | Bódvarákói elágazás                              | 1.9 km  | 3703, 3707, 4136                             |
| 2 | Bódvaszilas, élelmiszerbolt vonalközi végállomás | 3.2 km  | 3703, 3707, 4136                             |
| Tanítási napokon 3 alkalommal érintett.                                                                           |                                                  |         |                                              |
| ∫ | Bódvaszilas, iskola vonalközi végállomás         | ∫       | 3703, 3707, 4136                             |
| Tanítási napokon 2 alkalommal érintett.                                                                           |                                                  |         |                                              |
| ∫ | Bódvaszilas, autóbusz-forduló                    | ∫       | 4136                                         |
| ∫ | Bódvaszilas, iskola vonalközi végállomás         | ∫       | 3703, 3707, 4136                             |
| 2 | Bódvaszilas, élelmiszerbolt vonalközi végállomás | 3.2 km  | 3703, 3707, 4136                             |
| Tanítási napokon 4; tanszünetben munkanapokon 1 alkalommal nem érintett.                                          |                                                  |         |                                              |
| 3 | Bódvaszilas vasútállomás vonalközi végállomás    | 3.7 km  | 3707, 4136 személyvonat – Bódvaszilas [94.]  |
| 4 | Komjáti vasúti megállóhely                       | 5.5 km  | 3707, 4136 személyvonat – Komjáti [94.]      |
| Tanítási napokon 3; tanszünetben munkanapokon 2; hétvégén 1 alkalommal érintett.                                  |                                                  |         |                                              |
| ∫ | Komjáti, tornabarakonyi elágazás                 | ∫       | 3707, 4136                                   |
| Tanítási napokon 2 alkalommal érintett.                                                                           |                                                  |         |                                              |
| ∫ | Tornanádaska vasútállomás                        | ∫       | 3707, 4136 személyvonat – Tornanádaska [94.] |
| ∫ | Komjáti, tornabarakonyi elágazás                 | ∫       | 3707, 4136                                   |
| 5 | Komjáti, templom                                 | 6.0 km  | 3707, 4136                                   |
| 6 | Komjáti, malom                                   | 7.0 km  | –                                            |
| 7 | Komjáti, bódvalenkei elágazás                    | 7.3 km  | –                                            |
| Tanítási napokon 3; tanszünetben munkanapokon 5; szabadnapokon 3; munkaszüneti napokon 1 alkalommal nem érintett. |                                                  |         |                                              |
| 8 | Bódvalenke, templom vonalközi végállomás         | 10.0 km | 4136                                         |
| 9 | Komjáti, bódvalenkei elágazás                    | 12.7 km | –                                            |
| 10 | Tornaszentandrás, kultúrház vonalközi végállomás | 15.2 km | –                                            |
| 11 | Tornaszentandrás, mezőgazdasági telep            | 16.1 km | –                                            |
| 12 | Tornabarakony, templom végállomás                | 20.6 km | –                                            |